# Caelatura
Caelatura is een geslacht van weekdieren uit de klasse van de Gastropoda (slakken).

## Soorten
- Caelatura albertoi Santos & Absalão, 2007
- Caelatura aulakion Santos & Absalão, 2007
- Caelatura barcellosi Absalão & Rios, 1995
- Caelatura carinata Santos & Absalão, 2007
- Caelatura gerhardtae (De Jong & Coomans, 1988)
- Caelatura microstoma (Watson, 1886)
- Caelatura noxia Santos & Absalão, 2007
- Caelatura pernambucensis (Watson, 1886)
- Caelatura phrix Santos & Absalão, 2007
- Caelatura rustica (Watson, 1886)
- Caelatura speculabunda Absalão, 2002
- Caelatura spirocordata Absalão & Rios, 1995
- Caelatura tigrina Absalão, 2002
- Caelatura tupi Santos & Absalão, 2007